# G Channel
G Channel fue un canal de televisión prémium de contenido pornográfico dirigido al público gay masculino.
Transmitía películas de origen estadounidense, brasileño, alemán, checo, entre otros países europeos y asiáticos. Su sede y centro de emisiones se encontraban en Buenos Aires, Argentina, y se emitía en idioma original subtitulada al español y al portugués.

## Historia
G Channel fue lanzado en junio de 2004 por Claxson Interactive Group, aprovechando la positiva recepción del ciclo Apolo, emitido previamente en el canal Venus dedicado al cine para adultos gay masculino.
Los primeros países en recibir la señal fueron Brasil y Argentina, donde fue acogido con gran éxito. Contaba con 78 horas de programación semanal y cerca de 12 estrenos por mes, para luego reducirse a 54 horas con 10 estrenos. Su transmisión iniciaba los viernes a las 12:00 a. m. y concluía los lunes a las 6:00 a. m.
En septiembre de 2004, Víctor Castanedo, director de mercadotecnia de DirecTV, reportaba incrementos considerables en las suscripciones hasta acumular unas 3500, es decir entre el 15-20% de las suscripciones de contenido adulto para un fin de semana normal. El hecho de haber roto este récord de consumo en menos de una semana en México, fue notorio debido a que era uno de los servicios de pago por evento más caros. Este hecho también fue considerado como una pauta para el fomento de un mercado destinado a acaparar el dinero rosa en ese país.
En 2007, mediante un acuerdo entre Playboy TV Latin America & Iberia (la empresa formada por Claxson Interactive Group y el sello Playboy Enterprises) y Globosat, se cerró un acuerdo para la creación de la marca Playboy do Brasil Entretenimento. Mediante dicho acuerdo, en 2008 el canal For Man (de Globosat) fue lanzado al resto de Latinoamérica por Claxson, absorbiendo a G Channel. El nuevo canal ampliaría tanto su horario de transmisión a 24 horas, como su temática al público bisexual y transexual.

## Logotipo
Su logotipo estaba basado en una combinación del símbolo de Marte (♂) y la letra G de color azul, por debajo se apreciaba el nombre completo G Channel.